# Sticciano
Sticciano è una frazione del comune italiano di Roccastrada, nella provincia di Grosseto, in Toscana.

## Geografia fisica
La frazione è situata a circa 15 km da Roccastrada, all'estremità sud-orientale del territorio comunale. L'ubicazione del centro storico è sulla collina di Poggio Pinzi, che costituisce una delle ultime propaggini nord-occidentali del massiccio di Monte Leoni, mentre la parte moderna, denominata Sticciano Scalo, si è sviluppata nell'area pianeggiante e pedecollinare nei pressi dell'omonima stazione.

## Storia
Sticciano sorse in epoca altomedievale sulla vetta della collina che domina la sottostante valle dove sono venuti alla luce reperti di epoca romana.
Il centro fu controllato, fin dagli albori, dalla famiglia Aldobrandeschi, mentre nel corso del XIII secolo venne ereditato da una famiglia locale che poi lo cedette agli Ardengheschi. In seguito, il luogo passò sotto il controllo di Siena, rimanendo sotto il dominio della Repubblica fino al 1555, anno in cui entrò a far parte del Granducato di Toscana.

## Monumenti e luoghi d'interesse

### Architetture religiose

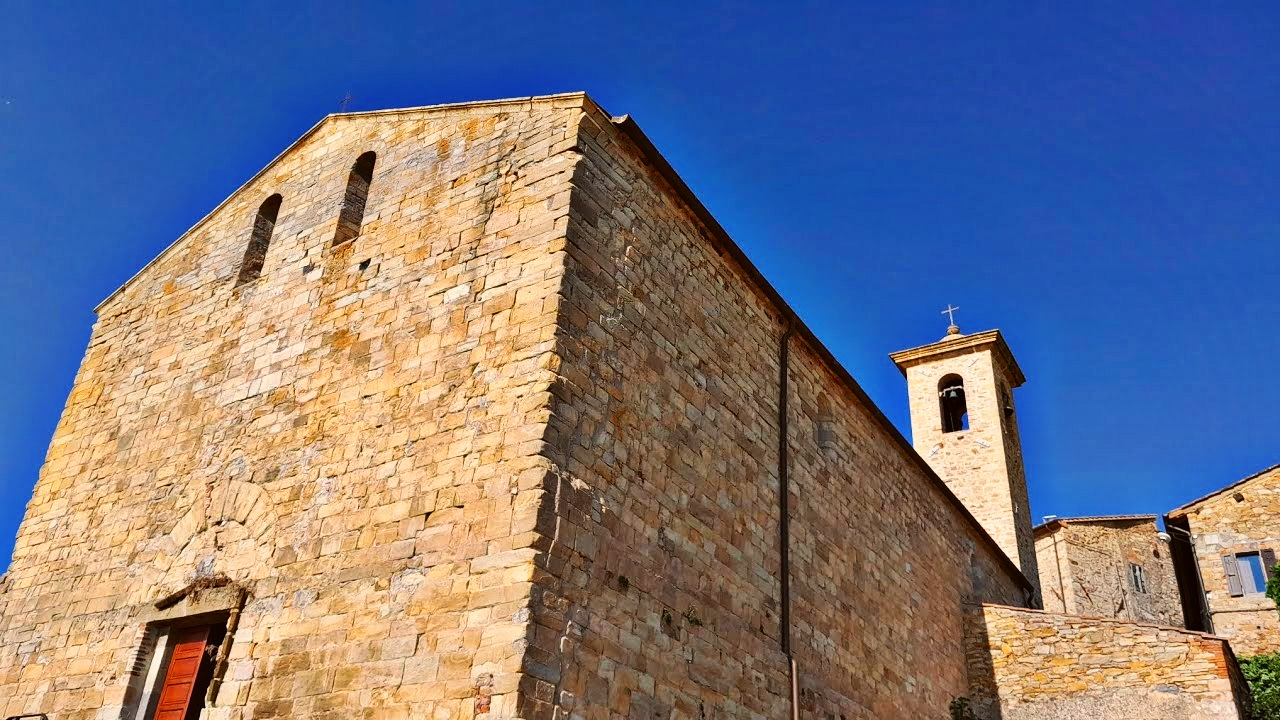
La Chiesa della Santissima Concezione

- Chiesa della Santissima Concezione, situata nel centro medievale di Sticciano, già pieve dedicata a santa Mustiola in epoca medievale, venne edificata in stile romanico, con la facciata principale preceduta da una scalinata in pietra che conduce al portale principale.
- Chiesa della Confraternita del Sacro Cuore di Gesù, situata nel centro medievale, risale agli anni tra il XVI e il XVII secolo e fu sconsacrata nel XIX secolo per ospitare l'asilo infantile.[2]
- Chiesa di Maria Santissima Madre della Chiesa, situata a Sticciano Scalo, è la principale chiesa parrocchiale della frazione. L'edificio è stato realizzato nel 1974 e la parrocchia istituita nel 1986.[3] Il territorio della parrocchia di Maria Madre della Chiesa è di circa 850 abitanti.[4]
- Chiesa di Sant'Antonio abate, situata in aperta campagna, in località Olmini, è la chiesa parrocchiale della vasta area rurale compresa tra Sticciano, Ribolla, Montemassi e Montepescali. La parrocchia è stata istituita nel 1956 e la chiesa consacrata nel 1959 per volontà del vescovo Paolo Galeazzi.[5] Il territorio della parrocchia di Sant'Antonio abate è di circa 620 abitanti.[6]
- Cappelle gentilizie rurali:
  - Cappella di Sant'Anna, cappella della Villa Tolomei, in località La Pescaia.
  - Cappella di San Biagio, edificio religioso della fattoria di Lattaia, poco a nord del paese, fu costruito nella seconda metà del XIX secolo, in sostituzione della pieve di San Biagio e della chiesa di San Lorenzo, entrambe di epoca alto-medievale e oramai completamente perdute. Si presenta in stile neoclassico.
  - Cappella di Sant'Antonio, edificio religioso della fattoria di Monte Lattaia, poco a nord del paese, fu costruita verso la fine del XVIII secolo, in sostituzione della perduta pieve di Tabiano di epoca alto-medievale.

### Architetture civili
Dell'antico centro storico si sono conservati alcuni palazzi nobiliari, come Palazzo Piccolomini, e i resti di alcuni edifici fortificati, le cui strutture murarie in pietra rievocano le origini medievali. Nei pressi di Sticciano Scalo, in località La Pescaia, è situata Villa Tolomei, con teatro di verzura e cappella annessa. Nella vasta area rurale intorno al paese si segnalano le fattorie di Lattaia e di Monte Lattaia, storici complessi rurali del territorio.

### Altro
- Parco fotovoltaico di Sticciano

## Società

### Evoluzione demografica
Quella che segue è l'evoluzione demografica della frazione di Sticciano. Sono indicati gli abitanti dell'intera frazione e dove è possibile sono messe tra parentesi le cifre riferite rispettivamente ai due centri principali di Sticciano Alto e Sticciano Scalo.
Dal 1991 sono contati da Istat solamente gli abitanti dei centri abitati, non della frazione.
| Anno | Abitanti                                     | Abitanti                                   | Note  |
| Anno | Frazione                                     | Centri abitati                             | Note  |
| ---- | -------------------------------------------- | ------------------------------------------ | ----- |
| 1640 | 247                                          | -                                          |       |
| 1745 | 148                                          | -                                          |       |
| 1833 | 289                                          | -                                          |       |
| 1845 | 326                                          | -                                          |       |
| 1921 | 574                                          | -                                          |       |
| 1931 | 648                                          | -                                          |       |
| 1961 | 211 (Sticciano Alto) 1 446 (Sticciano Scalo) | 185 (Sticciano Alto) 502 (Sticciano Scalo) | [ 7 ] |
| 1981 | 847                                          | 93 (Sticciano Alto) 546 (Sticciano Scalo)  |       |
| 1991 | -                                            | 50 (Sticciano Alto) 583 (Sticciano Scalo)  |       |
| 2001 | -                                            | 50 (Sticciano Alto) 636 (Sticciano Scalo)  |       |
| 2011 | -                                            | 57 (Sticciano Alto) 670 (Sticciano Scalo)  |       |

## Geografia antropica
La frazione è costituita da due centri abitati principali: il centro storico medievale, situato sulla vetta di Poggio Pinzi nel massiccio di Monte Leoni, comunemente noto come Sticciano Alto (303 m s.l.m., 57 abitanti) e il paese moderno, situato nella piana lungo la ferrovia, che porta il nome di Sticciano Scalo (42 m s.l.m., 670 abitanti).
Intorno al paese vertono poi numerose località minori, tra cui si ricordano quelle di Ingegnere, La Pescaia, Lattaia, Monte Lattaia, Olmini, Sant'Antonio.

## Infrastrutture e trasporti

### Strade
Il centro di Sticciano Scalo si sviluppa lungo la strada provinciale 157 Roccastrada, che collega il capoluogo comunale con lo svincolo della superstrada Variante Aurelia all'altezza di Braccagni.

### Ferrovie
Sticciano è situato a ridosso della ferrovia Grosseto-Siena con il centro abitato di Sticciano Scalo, dove è situata la stazione di riferimento della frazione.